# Coupe de la Ligue de football 1991
Navigation
Édition précédente Édition suivante
La Coupe de la Ligue de football 1991 est la troisième des cinq éditions de l'ancienne version de la Coupe de la Ligue, disputée dans les années 1980 et années 1990. Pour cette édition, seuls des clubs de deuxième division disputent cette compétition.

## Règlement
Les clubs peuvent aligner 14 joueurs par rencontre, avec un maximum de trois professionnels étrangers, et trois joueurs non licenciés au club, ce qui permet de procéder à des essais.

## Clubs participants
| - Gazélec Ajaccio - Olympique d'Alès - Angers sporting club de l'Ouest - FC Annecy - Olympique avignonnais - SC Bastia - AS Beauvais - FC Bourges - FC Chaumont - SAS Épinal - FC Gueugnon - EA Guingamp - FC Istres - La Roche Vendée Football | - Stade lavallois - Le Mans UC - AS Saint-Seurin - FC Martigues - FC Mulhouse - Chamois niortais FC - Red Star - Stade de Reims - Stade Rodez Football - FC Rouen - RC Strasbourg - Tours FC - Valenciennes FC |

## Premier tour
Les rencontres se disputent par matchs aller-retour. Les douze vainqueurs sont qualifiés pour le deuxième tour. Le Stade lavallois et Valenciennes FC sont exempts. Les matchs ont lieu le 18 et 22 mai. En cas d'égalité à l'issue des deux matchs, des tirs au but sont joués.
| Club                     | Aller | Retour             | Club                   |
| ------------------------ | ----- | ------------------ | ---------------------- |
| Red Star                 | 2-2   | 0-1                | FC Annecy              |
| FC Chaumont              | 0-4   | 2-5                | Angers SCO             |
| AS Beauvais              | 1-0   | 1-2                | Rodez Aveyron Football |
| Chamois Niortais FC      | 1-0   | 1-0                | Olympique d'Alès       |
| FC Martigues             | 3-0   | 0-2                | AS Saint-Seurin        |
| Gazélec Ajaccio          | fort. |                    | FC Rouen               |
| La Roche Vendée Football | 6-1   | 2-3                | Olympique avignonnais  |
| Le Mans UC               | 2-1   | 1-2 (4 t.a.b. à 5) | FC Istres              |
| FC Gueugnon              | 0-2   | 0-0                | En Avant de Guingamp   |
| SAS Épinal               | 0-1   | 1-1                | Stade de Reims         |
| FC Bourges               | 2-0   | 0-5                | SC Bastia              |
| Tours FC                 | 0-2   | 1-3                | FC Mulhouse            |

## Deuxième tour
Les sept vainqueurs sont qualifiés pour les quarts de finale. Le RC Strasbourg est exempt. Les matchs ont lieu le 28 mai. En cas d'égalité à l'issue d'un match, des tirs au but sont joués.
| Club                | Score              | Club                     |
| ------------------- | ------------------ | ------------------------ |
| Stade lavallois     | 6-1                | FC Annecy                |
| Angers SCO          | 4-0                | AS Beauvais              |
| Chamois Niortais FC | 2-1                | FC Martigues             |
| Gazélec Ajaccio     | 2-0                | La Roche Vendée Football |
| FC Istres           | 1-0                | En Avant de Guingamp     |
| Stade de Reims      | 0-0 (3 t.a.b. à 1) | SC Bastia                |
| Valenciennes FC     | 0-0 (1 t.a.b. à 3) | FC Mulhouse              |

## Phase finale

### Règlement
Tous les tours se déroulent en un seul match. En cas d'égalité à l'issue d'un match, des tirs au but sont joués.

### Phase finale
|  | Quarts de finale        | Quarts de finale        | Quarts de finale       | Quarts de finale       |                  |                  | Demi-finales     | Demi-finales     | Demi-finales     | Demi-finales     |  |  | Finale                                       | Finale                                       | Finale                                       | Finale                                       |
|  |                         |                         |                        |                        |                  |                  |                  |                  |                  |                  |  |  |                                              |                                              |                                              |                                              |
|  | 31 mai 1991,            | 31 mai 1991,            | 31 mai 1991,           | 31 mai 1991,           |                  |                  | 10 juillet 1991, | 10 juillet 1991, | 10 juillet 1991, | 10 juillet 1991, |  |  | 17 juillet 1991, Stade René-Gaillard à Niort | 17 juillet 1991, Stade René-Gaillard à Niort | 17 juillet 1991, Stade René-Gaillard à Niort | 17 juillet 1991, Stade René-Gaillard à Niort |
|  | 31 mai 1991,            | 31 mai 1991,            | 31 mai 1991,           | 31 mai 1991,           |                  |                  | 10 juillet 1991, | 10 juillet 1991, | 10 juillet 1991, | 10 juillet 1991, |  |  | 17 juillet 1991, Stade René-Gaillard à Niort | 17 juillet 1991, Stade René-Gaillard à Niort | 17 juillet 1991, Stade René-Gaillard à Niort | 17 juillet 1991, Stade René-Gaillard à Niort |
|  | FC Istres               | FC Istres               | 0                      | 0                      |                  |                  | 10 juillet 1991, | 10 juillet 1991, | 10 juillet 1991, | 10 juillet 1991, |  |  | 17 juillet 1991, Stade René-Gaillard à Niort | 17 juillet 1991, Stade René-Gaillard à Niort | 17 juillet 1991, Stade René-Gaillard à Niort | 17 juillet 1991, Stade René-Gaillard à Niort |
|  | FC Istres               | FC Istres               | 0                      | 0                      |                  |                  | 10 juillet 1991, | 10 juillet 1991, | 10 juillet 1991, | 10 juillet 1991, |  |  | 17 juillet 1991, Stade René-Gaillard à Niort | 17 juillet 1991, Stade René-Gaillard à Niort | 17 juillet 1991, Stade René-Gaillard à Niort | 17 juillet 1991, Stade René-Gaillard à Niort |
|  | Chamois niortais        | Chamois niortais        | 1                      | 1                      |                  |                  | 10 juillet 1991, | 10 juillet 1991, | 10 juillet 1991, | 10 juillet 1991, |  |  | 17 juillet 1991, Stade René-Gaillard à Niort | 17 juillet 1991, Stade René-Gaillard à Niort | 17 juillet 1991, Stade René-Gaillard à Niort | 17 juillet 1991, Stade René-Gaillard à Niort |
|  | Chamois niortais        | Chamois niortais        | 1                      | 1                      | Chamois niortais | Chamois niortais | 3                | 3                |                  |                  |  |  | 17 juillet 1991, Stade René-Gaillard à Niort | 17 juillet 1991, Stade René-Gaillard à Niort | 17 juillet 1991, Stade René-Gaillard à Niort | 17 juillet 1991, Stade René-Gaillard à Niort |
|  | 31 mai 1991,            |                         |                        |                        | Chamois niortais | Chamois niortais | 3                | 3                |                  |                  |  |  | 17 juillet 1991, Stade René-Gaillard à Niort | 17 juillet 1991, Stade René-Gaillard à Niort | 17 juillet 1991, Stade René-Gaillard à Niort | 17 juillet 1991, Stade René-Gaillard à Niort |
|  |                         |                         | Gazélec Ajaccio        | Gazélec Ajaccio        | 1                | 1                |                  |                  |                  |                  |  |  | 17 juillet 1991, Stade René-Gaillard à Niort | 17 juillet 1991, Stade René-Gaillard à Niort | 17 juillet 1991, Stade René-Gaillard à Niort | 17 juillet 1991, Stade René-Gaillard à Niort |
|  | FC Mulhouse             | FC Mulhouse             | Gazélec Ajaccio        | Gazélec Ajaccio        | 1                | 1                | 2 (0)            | 2 (0)            |                  |                  |  |  | 17 juillet 1991, Stade René-Gaillard à Niort | 17 juillet 1991, Stade René-Gaillard à Niort | 17 juillet 1991, Stade René-Gaillard à Niort | 17 juillet 1991, Stade René-Gaillard à Niort |
|  | FC Mulhouse             | FC Mulhouse             | 10 juillet 1991,       |                        |                  |                  | 2 (0)            | 2 (0)            |                  |                  |  |  | 17 juillet 1991, Stade René-Gaillard à Niort | 17 juillet 1991, Stade René-Gaillard à Niort | 17 juillet 1991, Stade René-Gaillard à Niort | 17 juillet 1991, Stade René-Gaillard à Niort |
|  | Gazélec Ajaccio (t.a.b) | Gazélec Ajaccio (t.a.b) | 2 (3)                  | 2 (3)                  |                  |                  |                  |                  |                  |                  |  |  | 17 juillet 1991, Stade René-Gaillard à Niort | 17 juillet 1991, Stade René-Gaillard à Niort | 17 juillet 1991, Stade René-Gaillard à Niort | 17 juillet 1991, Stade René-Gaillard à Niort |
|  | Gazélec Ajaccio (t.a.b) | Gazélec Ajaccio (t.a.b) | 2 (3)                  | 2 (3)                  | Chamois niortais | Chamois niortais | 0 (3)            | 0 (3)            |                  |                  |  |  |                                              |                                              |                                              |                                              |
|  | 31 mai 1991,            |                         |                        |                        | Chamois niortais | Chamois niortais | 0 (3)            | 0 (3)            |                  |                  |  |  |                                              |                                              |                                              |                                              |
|  |                         |                         | Stade de Reims (t.a.b) | Stade de Reims (t.a.b) | 0 (4)            | 0 (4)            |                  |                  |                  |                  |  |  |                                              |                                              |                                              |                                              |
|  | Stade de Reims          | Stade de Reims          | Stade de Reims (t.a.b) | Stade de Reims (t.a.b) | 0 (4)            | 0 (4)            | 2                | 2                |                  |                  |  |  |                                              |                                              |                                              |                                              |
|  | Stade de Reims          | Stade de Reims          |                        |                        |                  |                  |                  |                  |                  |                  |  |  |                                              |                                              |                                              |                                              |
|  | Stade lavallois         | Stade lavallois         | 1                      | 1                      |                  |                  |                  |                  |                  |                  |  |  |                                              |                                              |                                              |                                              |
|  | Stade lavallois         | Stade lavallois         | 1                      | 1                      | Stade de Reims   | Stade de Reims   | 2                | 2                |                  |                  |  |  |                                              |                                              |                                              |                                              |
|  | 31 mai 1991,            |                         |                        |                        | Stade de Reims   | Stade de Reims   | 2                | 2                |                  |                  |  |  |                                              |                                              |                                              |                                              |
|  |                         |                         | Angers SCO             | Angers SCO             | 1                | 1                |                  |                  |                  |                  |  |  |                                              |                                              |                                              |                                              |
|  | RC Strasbourg           | RC Strasbourg           | Angers SCO             | Angers SCO             | 1                | 1                | 1 (3)            | 1 (3)            |                  |                  |  |  |                                              |                                              |                                              |                                              |
|  | RC Strasbourg           | RC Strasbourg           |                        |                        |                  |                  |                  | 1 (3)            |                  |                  |  |  |                                              |                                              |                                              |                                              |
|  | Angers SCO (t.a.b)      | Angers SCO (t.a.b)      | 1 (4)                  | 1 (4)                  |                  |                  |                  |                  |                  |                  |  |  |                                              |                                              |                                              |                                              |
|  | Angers SCO (t.a.b)      | Angers SCO (t.a.b)      | 1 (4)                  | 1 (4)                  |                  |                  |                  |                  |                  |                  |  |  |                                              |                                              |                                              |                                              |
|  |                         |                         |                        |                        |                  |                  |                  |                  |                  |                  |  |  |                                              |                                              |                                              |                                              |

### Finale
| 17 juillet 1991 | Chamois niortais | 0-0 a.p. | Stade de Reims | Stade René-Gaillard, Niort              |
| |                  | |                | Spectateurs : 1 724 Arbitrage : M. Mano |
| | Tirs au but 3-4  | |                |                                         |
| Jeannet - Couturier, Beaumet, Courtin, Brochard - Guérit , Fradin, Violeau, Azzopardi - Fiawoo , Gopé (Marty 61e ) | Équipes          | Bompard - Jezierski , Gunia , Tusseau, Guion - Diaz, Thiéblemont, Lech, Bollini (Dufour 77e ) - Gace, François |                |                                         |